# Фалмут (Масачусетс)
Фалмут (енгл. Falmouth) насељено је место без административног статуса у америчкој савезној држави Масачусетс.

## Демографија
По попису из 2010. године број становника је 3.799, што је 316 (-7,7%) становника мање него 2000. године.
| Група             | 2000.         | 2010.         |
| Белци             | 3.873 (94,1%) | 3.443 (90,6%) |
| Афроамериканци    | 59 (1,4%)     | 82 (2,2%)     |
| Азијати           | 38 (0,9%)     | 70 (1,8%)     |
| Хиспаноамериканци | 53 (1,3%)     | 53 (1,4%)     |
| Укупно            | 4.115         | 3.799         |